# Merab Kwirikaszwili
Merab Kwirikaszwili (gruz. მერაბ კვირიკაშვილი; ur. 27 grudnia 1983 w Tbilisi w ZSRR) – gruziński rugbysta występujący na pozycji łącznika ataku, wybitny reprezentant kraju, uczestnik czterech turniejów o puchar świata, wielokrotny mistrz Rugby Europe.
Zadebiutował w kadrze w meczu z Portugalią 16 lutego 2003 roku. W tym samym roku otrzymał powołanie do drużyny narodowej na Puchar Świata w Rugby 2003. Uczestniczył także w Pucharach Świata w 2007 i 2011.
W 2006 roku występował również w reprezentacji Gruzji w rugby league w ramach eliminacji do Pucharu Świata w 2008.